# 晚禱崇拜
晚禱崇拜（Evening Prayer/Evensong）是聖公會日常禮讚中的崇拜禮儀之一，於下午或傍晚舉行。聖公會的晚禱源於中世紀的修道院禱告傳統，而禮儀來自公禱書，是聖公會教堂以聖樂為主的崇拜。而主領者不必由聖品負責，可由平信徒作司禱帶領整個晚禱。
在英國宗教改革時期，克藍瑪大主教在制訂公禱書的日常禮讚時，將前天主教會的日課中的晚課及寢前課合併成晚禱崇拜。

## 禮儀
晚禱崇拜與早禱崇拜（Morning Prayer 或 Mattins）的程序結構一致，主要為詩篇、經課、聖頌及祈禱，只是內容上有分別。晚禱崇拜用的聖頌為尊主頌（Magnificat）或新歌頌（Cantate Domino，即詩篇98篇）及求主頌（Nunc Dimittis）或憐憫頌（Deus misereatur，即詩篇67篇）。

## 頌唱晚禱
在歐美有規模的聖公會教堂很多時候舉行頌唱晚禱崇拜（Choral Evensong），即有詩班參與。崇拜中，包括啟應文、詩篇、聖頌及祈禱皆以唱頌的形式進行。有一些聖樂傳統悠久的聖堂，例如倫敦的西敏寺、聖保羅座堂等，幾乎每天傍晚都以晚禱崇拜來總結該天的禮儀。在香港聖公會，聖約翰座堂每月都會有一次頌唱早禱及晚禱崇拜；而諸聖座堂和聖三一座堂也有安排頌唱晚禱崇拜。

## 外部連結
- 英國聖公會 頌唱晚禱 （页面存档备份，存于）
- 香港聖公會 日常禮讚 晚禱禮文 第二式 （页面存档备份，存于）